# Dresden Challenger 1993
Il Dresden Challenger 1993 è stato un torneo di tennis facente parte della categoria ATP Challenger Series nell'ambito dell'ATP Challenger Series 1993. Il torneo si è giocato a Dresda in Germania dal 10 al 16 maggio 1993 su campi in terra rossa.

## Vincitori

### Singolare
David Rikl ha battuto in finale  Karsten Braasch con il punteggio di 6–2, 6–4

### Doppio
Hendrik Jan Davids /  Evgenij Kafel'nikov hanno battuto in finale  Michiel Schapers /  Daniel Vacek con il punteggio di 6–3, 6–3